# Râul Leghia
Râul Leghia este un curs de apă, afluent al râului Nadăș. 